# Noordelijke dwerguil
De noordelijke dwerguil (Glaucidium californicum) is een vogel uit de familie van de uilen.

## Verspreiding en leefgebied
Deze soort komt voor in westelijk Noord-Amerika van het zuidoosten van Alaska tot het zuiden van Baja California en telt vier ondersoorten:
- G. c. grinnelli: van zuidoostelijk Alaska tot noordelijk Californië.
- G. c. swarthi: Vancouvereiland in Canada.
- G. c. californicum: van centraal Brits-Columbia tot de zuidwestelijke Verenigde Staten.
- G. c. pinicola: De Rocky Mountains van de westelijke centrale Verenigde Staten, noordelijk Mexico.